# Connarus silvanensis
Connarus silvanensis är en tvåhjärtbladig växtart som beskrevs av José Cuatrecasas. Connarus silvanensis ingår i släktet Connarus och familjen Connaraceae. Inga underarter finns listade i Catalogue of Life.